# Instrukcja wiążąca
Instrukcja wiążąca – instrukcja w danym języku programowania służąca uproszczeniu zapisu odwołań do pól rekordu (struktury) lub pól i metod obiektu.

## Stosowanie instrukcji wiążącej
Standardowo odwołania do pól rekordów lub pól i metod obiektu realizowane są za pomocą nazw kwalifikowanych tworzonych przy pomocy odpowiednich desygnatorów pól.
Przykład w języku Pascal:
```
 
type

   tadres = 
record

     ulica : string[50];
     miasto : string[30]
   
end
;
   tosoba = 
record

     imie : string[20];
     nazwisko : string[30];
     adres : tadres
   
end
;
 
var
 osoba : tosoba;
```

Odwołania do pól zmiennej osoba mają postać:
```
 osoba.imie:='Jan';
 osoba.nazwisko:='Kowalski';
 osoba.adres.ulica:='ul. Nowa 10/10';
 osoba.adres.miasto:='Wroclaw';
```

Takie odwołania do pól określonego rekordu w grupie instrukcji zaciemniają czytelność kodu źródłowego i utrudniają jego pisanie. W celu uproszczenia kodu wprowadzono instrukcję wiążącą.
Przykład w języku Pascal:
```
 { 
zastosowanie instrukcji wiążącej
 }
 
with
  osoba.adres 
do

   
begin

     ulica:='ul. Nowa 10/10';
     miasto:='Wroclaw'
   
end
;
```

Działanie instrukcji wiążącej polega na powiązaniu niezdefiniowanych identyfikatorów ulica i miasto z rekordem wskazanym w nagłówku instrukcji wiążącej i w efekcie przypisanie polom tego rekordu (niewskazanego jawnie w instrukcji przypisania) odpowiednich wartości. Z powyższego wynika jasno, że choć powyższa konstrukcja nazwana została i zdefiniowana w językach jako „instrukcja”, tak naprawdę nie jest instrukcją (nie generuje żadnego dodatkowego kodu wynikowego), lecz jest dyrektywą dla kompilatora, ułatwiającą pisanie kodu źródłowego.

## Języki programowania z instrukcją wiążącą

### JavaScript
```
 
with
(
obiekt
)
   {
     
instrukcje

   }
```

### Modula 2
```
 
WITH
 
rekord
 
DO

   
instrukcje

 
END
```

### Pascal
```
 
with
 
identyfikator
 
do
 
instrukcja
;
```

### Visual Basic
```
 
With
 
obiekt

    
instrukcje

 
End With
```